# 田名部街道
田名部街道（たなぶかいどう）とは、青森県上北郡野辺地町から同県むつ市を結ぶ街道。

## 概要
藩政時代、奥州街道野辺地宿から北郡横浜村を経由して、北郡田名部村へ至る盛岡藩の脇街道。
「大道筋（奥州之内南部領海陸道規帳）」(1649年（慶安2年)）において、陸奥湾の内海に面した海岸道「入海辺道」と記述されており、野辺地から横浜までの道筋を「砂道」としている。
代官をはじめ勤番の藩士が、盛岡城下から田名部間52里30町44間を往来していたが、夏分は五日路といい、冬分は七日路といった
。
幕府の巡見使の通行、恐山参拝の通行時以外は閑散たるものであったが、幕末期には北方警備のため田名部道を通過し、大間・奥戸・佐井湊等から蝦夷地に渡海していくために整備されていった。

## 宿場・伝馬継所
- 野辺地　（青森県上北郡野辺地町）
- 有戸　 　（ 同県　同郡 野辺地町）
- 横浜　 　（ 同県 上北郡横浜町）
- 中野沢　（ 同県 むつ市）
- 田名部　（青森県むつ市）

　　（享保7年(1722年)月）

## 参考資料
- 青森県史編さん近世部会『青森県史 資料編 近世篇 4 南部１ 盛岡藩』青森県、2003年3月3日。
- むつ市史編さん委員会『むつ市史 近世 編』青森県むつ市、1988年3月31日。
- 「角川日本地名大辞典」編纂委員会『角川日本地名大辞典 2 青森県』角川書店、1985年12月1日。ISBN 4-040-01020-5。
- （有）平凡社地方資料センター『日本歴史地名大系 第2巻 青森県の地名』平凡社、1982年7月10日。ISBN 4-582-91021-1。